# 프로페인
프로페인(영어: propane) 또는 프로판(독일어: propan)은 알케인계 탄화수소의 일종이다. 화학식은 C3H8이다. 습성 천연 가스의 성분이며, 석유 증류 시 석유 가스에 포함되어 있기도 한다. 원유를 가공하는 크래킹 과정에서도 발생한다.

## 특성
상온에서는 약간 특이한 냄새가 있는 무색 기체로 존재한다. 녹는점은 -187.69°C, 끓는점은 -42.07°C이다. 반응성은 낮지만 탈수소 반응을 통하여 프로펜 등을 만들 수 있고, 산화 반응을 통해서 포름알데히드 등을 생성할 수 있다. 물에는 약간 녹고, 알코올에는 중간 정도로 녹는다. 에테르에 잘 녹는다.

## 용도
많은 화합물이 프로페인의 유도체이기는 하나, 프로페인을 다른 화합물의 합성에 사용하는 경우는 적다. 프로페인은 다음과 같은 용도로 사용된다.
- 액화 석유 가스
- 윤활유 정제용 용제
- 냉매

### 액화 석유 가스
프로페인은 액화 석유 가스(LPG)의 성분으로 사용되는 경우가 많다. 단독, 또는 프로펜, 뷰테인, 부탄, 펜테인 등과 함께 섞여 사용된다. 연료용으로 사용된다. 주로 다른 연료를 수송하기가 곤란한 경우나 휴대용 화로에서 많이 사용된다. 연소 반응은 다음과 같다.
C3H8 (g) + 5O2 (g) ⟶ 3CO2 (g) +4H2O (l)
액화 석유 가스의 성분에서 프로페인이 주성분일 경우 프로페인 가스라고도 한다. 프로페인 가스는 프로페인과 프로펜이 전체의 절반정도를 차지하고, 전체의 30% 이내를 뷰테인과 뷰텐을 함유하고 있다.

## 위험성
인화성이 매우 강하기 때문에 주의해서 다루어야 한다. 프로페인은 공기보다 무거워 누출될 경우 바닥에 쌓이는데, 이 경우 폭발 한계를 쉽게 넘을 수 있기 때문에 주의해야 한다.
액체는 섭취 시 동상과 유사한 화상을 입게 할 수 있다.
흡입 시 산소부족으로 인한 숨 가쁨, 정신적 경계심의 감소, 근육 조정의 손상, 판단력 상실, 감각의 무뎌짐, 정신적 불안정, 피로를 일으킬 수 있다. 질식의 과정으로 구역질, 구토, 피로, 의식 상실 등이 일어날 수 있으며 심할 경우 발작, 혼수상태, 사망에까지 이를 수 있다. 임산부에게서의 산소 부족은 태아 발육에 지장을 줄 수 있다.
피부와 눈 접촉 시 액체는 동상과 유사한 화상을 입게 할 수 있다.

## 참고 문헌
- Considine, G. D., (2005). 《Van Nostrand's encyclopedia of chemistry, 5th edition》. Hoboken: Wiley-Interscience.
- 성용길, 김창홍 역 (2001).  化學大辭典編集委員會, 편집. 《화학대사전》. 서울: 世和.